# 中村友武
中村 友武（なかむら ともたけ、1931年 - 2008年） は、東京都出身のバレエダンサー・振付師、バレエ教師。

## 略歴
1931年、東京生まれ。1948年、17歳でジェーン・バーローに師事する。
1953年、ミヤ・スラヴァンスカ、フレデリック・フランクリン・バレエ団の来日公演に特別出演し、M・スラヴェンスカのパートナーを勤める。またこの年アレクサンドラ・ダニロワに師事し、F・フランクリンからは女性のパートナーを手を使わずに足だけでサポートしたり、片手だけで抱えるテクニックを学んだ。
その後、松山バレエ団にてダンサーとして活躍しながら、 『ピーターと狼』 等の振付を手がける。またコレット・マルシャン・ミスコビッチバレエ団で、マイケル・ランド、C・マルシャンと 『ミラクルス・マンダリン』 を踊った。1958年、ニューヨーク・シティ・バレエ団のA・ミッチェルにジャズダンスを習い、A・エグレフスキーにクラシックを学ぶ。また発足して間もない日本バレエ協会の運営委員となった。
1961年から1983年までNHK教育テレビ番組おかあさんといっしょの振付を担当し、『ブーフーウー』 『うたのえほん』 『とんちんこぼうず』 『とんでけブッチー』 『ミューミューニャーニャー』 などを手がけた。
1979年、中村友武バレエ研究所を設立。2008年、骨髄異形成症候群により死去した。